# موج لرزه‌ای

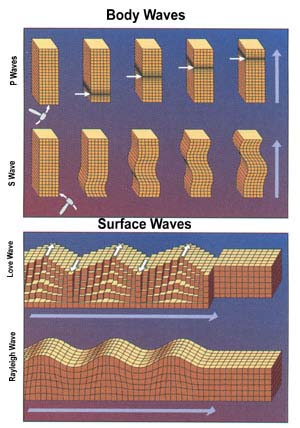
امواج درونی و امواج سطحی

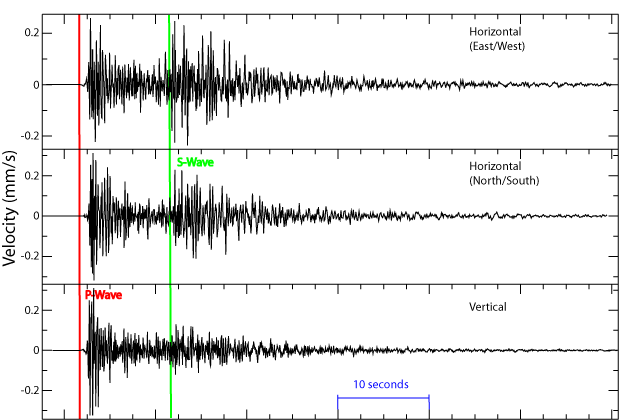
امواج پی و اس در یک لرزه‌نگاشت

سرعت امواج لرزه‌ای در زمین به نسبت ژرفا. سرعت ناچیز موج اس در هسته بیرونی به دلیل مایع‌بودن آن است، ولی در هسته درونی جامد سرعت موج اس بالاتر از صفر است.

موج لرزه‌ای (به انگلیسی: Seismic wave) امواجی از انرژی هستند که از درون زمین عبور می‌کنند. این امواج نتیجه زمین‌لرزه، فوران آتشفشانی، حرکت ماگما، زمین‌لغزش‌های بزرگ و انفجارهای بزرگ انسانی هستند که انرژی صوتی با فرکانس پایین از آنها پخش می‌شود. چندین عامل طبیعی و انسانی دیگر باعث انتشار امواج با دامنه کوتاه می‌شوند که عموماً با نام لرزش‌های محیطی شناخته می‌شوند. امواج لرزه‌ای در دانش لرزه‌شناسی که بخشی از ژئوفیزیک است مطالعه می‌شوند. این امواج توسط دستگاه‌های لرزه‌سنج، هیدروفون (در آب) یا شتاب‌سنج ضبط و اندازه‌گیری می‌شوند.
سرعت انتشار امواج لرزه‌ای به چگالی و کشسانی محیط انتشار بستگی دارد. سرعت این امواج با افزایش ژرفای زمین افزایش می‌یابد و از ۲ تا ۸ کیلومتر در ثانیه در پوسته تا ۱۳ کیلومتر در ثانیه در گوشته افزایش می‌یابد.
زمین‌لرزه باعث ایجاد انواع مشخصی از امواج با سرعت‌های متفاوت می‌شود. تفاوت در سرعت فاز این امواج در هنگام رسیدن به دستگاه‌های لرزه‌نگار به دانشمندان کمک می‌کند تا بتوانند موقعیت منشأ این امواج که کانون زمین‌لرزه نامیده می‌شود را تعیین کنند. در ژئوفیزیک، انکسار و انعکاس امواج لرزه‌ای در مطالعه ساختار زمین به کار می‌رود و اغلب لرزه‌های انسانی برای مطالعه ساختار سطحی و عمقی زمین تولید می‌شود.

## انواع
در میان انواع مختلف امواج لرزه‌ای، امواج درونی که از درون زمین می‌گذرند و امواج سطحی که بر روی سطح زمین حرکت می‌کنند، دو نوع مشخص و متمایز هستند.
حالت‌های دیگر انتشار موج نیز وجود دارد که گرچه نسبت به امواج با منشأ زمینی اهمیت کمتری دارند ولی در اخترلرزه‌شناسی اهمیت دارند.
- امواج درونی در قسمت داخلی زمین حرکت می‌کنند.
- امواج سطحی در امتداد سطح زمین حرکت کرده و با افزایش فاصله نسبت به امواج درونی با سرعت کمتری از بین می‌روند. حرکت این امواج در سه بعد انجام می‌شود.
- حرکت ذرات در امواج سطحی بزرگ‌تر از امواج درونی است، به همین دلیل خسارت‌های ناشی از امواج سطحی بیشتر است.

### امواج داخلی(تویی)
امواج درونی در داخل زمین و در مسیری که توسط ویژگی‌هایی مانند چگالی و سختی مواد کنترل می‌شود، حرکت می‌کنند. این ویژگی‌ها به نسبت دما، ترکیب و فاز مواد تغییر می‌کنند. این اثر شبیه شکست نور است. دو نوع مختلف حرکت ذرات باعث به وجود آمدن دو نوع مختلف امواج درونی می‌شود: امواج اولیه و ثانویه.

#### امواج اولیه
موج‌های اولیه (P) امواجی فشاری هستند که به صورت موج طولی در طبیعت وجود دارند. امواج پی امواجی فشاری هستند که با سرعت بیشتری نسبت به دیگر امواج در درون زمین حرکت می‌کنند و به همین دلیل نخستین امواجی هستند که به دستگاه لرزه‌سنج می‌رسند و از این رو امواج اولیه نامیده می‌شوند. این امواج قادر به عبور از هر نوع ماده‌ای از جمله سیالات هستند و سرعت آنها حدود دو برابر امواج S است. این امواج در هوا به شکل امواج صوتی در می‌آیند و بنابراین با سرعت صوت حرکت می‌کنند. سرعت معمولی این امواج در هوا ۳۳۰ متر در ثانیه، در آب ۱۴۵۰ متر در ثانیه و در سنگ خارا حدود ۵۰۰۰ متر در ثانیه است.

#### امواج ثانویه
موج‌های ثانویه (S) امواجی برشی هستند که به صورت موج عرضی در طبیعت وجود دارند. پس از روی‌دادن زمین‌لرزه، امواج S پس از امواج P که سرعت بیشتری دارند به ایستگاه لرزه‌نگاری می‌رسند و زمین را عمود بر جهت انتشار، جابه‌جا می‌کنند. موج اس بسته به جهت انتشار می‌تواند ویژگی‌های سطحی متفاوتی داشته باشد، به عنوان نمونه آن در دسته از امواج اس که به صورت افقی قطبیده شده‌اند، زمین به طور متناوب از یک سمت به سمت دیگر حرکت می‌کند. موج اس فقط می‌تواند از جامدات عبور کنند و قادر به عبور از سیالات نیست. سرعت حرکت این موج کمتر از سرعت موج پی و حدود ۶۰٪ سرعت امواج اولیه در هر محیط است.

### امواج سطحی
امواج لرزه‌ای سطحی در امتداد سطح زمین حرکت می‌کنند. این امواج را می‌توان نوعی از امواج مکانیکی سطحی طبقه‌بندی کرد. چون این امواج با افزایش فاصله از سطح کاهش می‌یابند، به نام امواج سطحی خوانده می‌شوند. این امواج کندتر از امواج درونی (پی و اس) حرکت می‌کنند. در زمین‌لرزه‌های بزرگ، امواج سطحی می‌توانند دامنه‌ای تا چندین سانتی‌متر داشته باشند.

#### امواج ریلی
امواج ریلی دسته‌ای از امواج سطحی هستند که به شکل موجی همانند امواج سطح آب حرکت می‌کنند. سرعت امواج ریلی از امواج درونی کمتر و حدود ۹۰٪ سرعت موج اس در محیط دارای کشسانی یکسان است. سرعت امواج ریلی در محیط‌های لایه‌ای (مانند پوسته و گوشته فوقانی) بستگی به بسامد و طول موج دارد.

#### امواج لاو
موج لاو نوعی موج برشی است که در جهت افقی دچار قطبش شده است. سرعت حرکت این امواج کمی بیشتر از امواج ریلی و حدود ۹۰٪ سرعت امواج اس بوده و دامنه بزرگ‌تری دارند.

### امواج پی و اس در گوشته و هسته زمین
هنگامی که یک زمین‌لرزه روی می‌دهد، لرزه‌نگارهای نزدیک رومرکز زمین‌لرزه می‌توانند هر دو موج پی و اس را دریافت کنند، ولی لرزه‌نگارهای دورتر قادر به تشخیص فرکانس‌های بالای نخستین امواج اس نیستند. از آنجا که امواج برشی نمی‌توانند از سیالات عبور کنند، این وضعیت به عنوان شاهدی بر مایع بودن هسته بیرونی زمین به شمار می‌رود که توسط ریچارد دیکسون اولدهام بیان شده و امروزه به تأیید رسیده است.

## کاربرد امواج پی و اس در تعیین موقعیت رویدادها

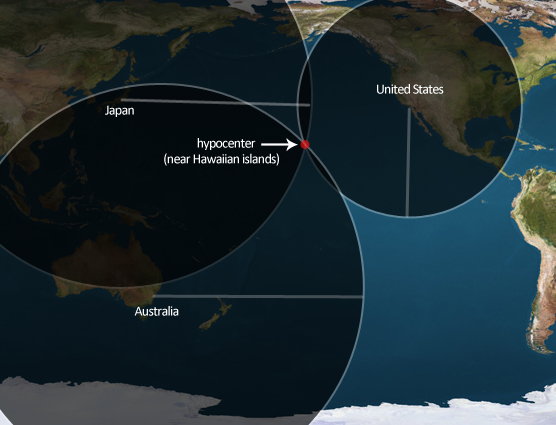
با استفاده از داده‌های لرزه‌ای یک زمین‌لرزه که از حداقل سه نقطه متفاوت دریافت شده، می‌توان رومرکز و کانون زمین‌لرزه را محاسبه کرد.

در زمان روی‌دادن یک زمین‌لرزه محلی یا نزدیک، تفاوت در زمان رسیدن امواج پی و اس می‌تواند در تعیین فاصله آن رویداد به‌کار رود. زمانی که یک زمین‌لرزه در مقیاس فاصله جهانی روی می‌دهد، سه یا بیشتر از سه ایستگاه دریافت موقعیت جغرافیایی متفاوت که از ساعت یکسان استفاده می‌کنند، با ثبت زمان رسیدن امواج پی می‌توانند زمان و محل وقوع رویداد در هرجای زمین را محاسبه کنند. به طور معمول ده‌ها یا حتی صدها داده دریافت موج پی برای محاسبه کانون زمین‌لرزه به کار می‌رود.
یک راه سریع برای تعیین فاصله یک نقطه نسبت به منشأ موج لرزه در فواصل کمتر از ۲۰۰ کیلومتری، محاسبه تفاوت زمان رسیدن امواج پی و اس به ثانیه و ضرب‌کردن آن عدد در ۸ کیلومتر بر ثانیه است. آرایه‌های لرزه‌ای مدرن از روش‌های پیچیده‌تری برای تعیین موقعیت زمین‌لرزه استفاده می‌کنند.  